# معركة العرائش
عام 1179-1765 أيام السلطان محمد بن عبد الله بن إسماعيل (محمد الثالث)
نبهت دول أوروبا، ومعها الولايات المتحدة الأمريكية، إلى المركز الدولي الذي كان للمغرب، حيث نرى أن عددا من الدول تتهافت على المغرب لعقد الاتفاقيات معه: إسبانيا - فرنسا - الدانمارك - الولايات المتحدة.
ولقد قام الأسطول الفرنسي بعملية واسعة للقضاء على ماسموه »أوكار الإرهاب« في المغرب، وكان في صدر تلك الأوكار مدينة سلا ومدينة العرائش. وقد ذكر المؤرخون أن العرائش رميت بأربعة آلاف ونيف وثلاثين نفضا وأنهم خربوها وهدموا دورها ومسجدها وذلك سنة 20-1179 يونيه 1765.
وقد اقتحموا مرسى العرائش في خمسة عشر مركبا شحنوها بنحو ألف من العسكر... وأحرقوا المراكب التي كانت هنالك بالمرسى بما فيها السفينة الملكية التي كان المسلمون غنموها منهم في حملة سابقة.
ولما انقلب الفرنسيون راجعين إلى مراكبهم وجدوا المغاربة، وعلى رأسهم قائدهم السلطان محمد بن عبد الله، و قد أخذوا بمخنق المرسى حيث منعوا المهاجمين الفرنسيين من الالتحاق بسفنهم الكبيرة التي كانت تنتظرهم، وقد ساعدت الريح الخراطين على التحكم في الموقف، وقام المغاربة سبحا بتتبع المهاجمين الذين كانوا يبحثون عن مخرج لهم من منطقة الميناء حيث وجدناهم يستاقون أحد عشر قاربا من المهاجمين.
فسقط العشرات من الجند بين قتيل وجريح وأسير.
وأمام الخطر الذي شعرت به الجيوش الفرنسية لجأت إلى طلب الوساطات والمساعي الحميدة من الدول المجاورة الأمر الذي استجابت له المملكة المغربية على شروط وبنود نقرأها في الاتفاقية المغربية الفرنسية المبرمة عام 1767-1180
وكان من أبرز هذه البنود البند الحادي عشر الذي تلتزم فيه الحكومة الفرنسية ببناء مساجد بفرنسا يمارس فيها المسلمون شعائر دينهم على نحو سماح المغاربة للفرنسيين المقيمين في المغرب بممارسة طقوسهم الدينية.
والأطرف من هذا أن نستحضر هنا خطاب السلطان المغربي السلطان يوسف بن السلطان الحسن الذي ترأس حفلة تدشين الجامع المذكور، ويشير فيه إلى المعاهدة المغربية الفرنسية عام 1767-1180 على عهد جده محمد الثالث.